# Agonum scutiferum
Agonum scutiferum är en skalbaggsart som beskrevs av Bates. Agonum scutiferum ingår i släktet Agonum och familjen jordlöpare. Inga underarter finns listade i Catalogue of Life.